# Лебедёвка (Татарбунарский район)
Лебедёвка (укр. Лебедівка; рум. Baile Burnas; нем. Bad Burnas) — село в Белгород-Днестровском районе Одесской области Украины. Относится к Тузловской сельской общине.  Расположено на берегу лимана Бурнас и Чёрного моря.
Лебедёвка окружена дубовым и сосновым лесом. Благоприятное для здоровья человека сочетание лесного, морского воздуха обогащается солевыми испарениями лечебного лимана Бурнас. Мыс Бурнас острым носом упирается в песчаную косу, которая отделяет одноимённое озеро от Чёрного моря.
Bad Burnas — так называлась раньше Лебедёвка. Подышать уникальной смесью лесного, морского, степного воздуха и высоко йодированными испарениями озера Бурнас приезжал король Румынии и глава Польши Юзеф Пилсудский, российские дворяне и вельможи. Все приезжали сюда на курортный отдых. Кроме доступного и сегодня климатолечения и талассотерапии, использовалась ропа и грязи лимана Бурнас.
Сегодня курорт может одновременно принять приблизительно две тысячи отдыхающих (учитывая только базы отдыха). Кроме того, морскую косу шириной около 400 метров и длиной более десяти километров, которая отделяет Чёрное море от лимана Бурнас, каждое лето посещает множество любителей палаточного отдыха.

## История
Село Лебедёвка (Bad Burnas до 1947 года) было основано в 1787 году немецкими переселенцами как дачный посёлок на берегу Чёрного моря. Согласно Манифесту Екатерины II от 1783 года колонисты приглашались на Юг России и на Кубань. Активный процесс колонизации начался ещё с 1787 года, когда в эти местности прибыли подданные разных земель Германии.
По мирному договору, подписанному в Бухаресте 28 мая 1812 года между Российской и Османской империями после Российско-турецкой войны 1806—1812 гг., в состав Российской империи отошли земли Бессарабии, которая была разделена на восемь губерний со столицей в Кишинёве. К 1812 году юг Бессарабии, прежде находившийся под непосредственной властью турецких пашей и татарских ханов, был населён редко. Сюда переселились болгары и гагаузы, бежавшие от турецких расправ, немцы-колонисты, украинцы, русские, а также молдаване из-за Прута и из центра Бессарабии. Бессарабия занимала первое место в Российской империи по виноделию и была замечательна также развитым садоводством и выращиванием табака. В советское время о Лебедёвке был опубликован следующий анекдот: князь Потемкин, посетивший эти места, доложил царице Екатерине о целебных свойствах грязи из голубой глины, после чего Екатерина якобы приказала выставить охрану лимана из украинских казаков — «дабы сокровища озера Бурнас сохранились на многие годы и служили на благо своего народа». Впрочем, в досоветских источниках этот анекдот не найден.
После Первой мировой войны Бессарабия была аннексирована Румынией, село Bad Burnas (Baile Burnas, рум.) также отошло к Румынии. В это время курорт активно развивается. Вдоль побережья моря строятся виллы, обустраивается территория, функционирует грязелечебница. На курорт Baile Burnas постоянно отдыхал царь Румынии Михай со своей семьей и лечился целебными грязями.
После пакта Молотова — Риббентропа (1939) Бессарабия была возвращена СССР 28 июня 1940 года. 7 августа 1940 года была создана Измаильская область, состоящий из территорий южной Бессарабии, Украинской ССР.
В 1941—1944 годах эти территории находились под оккупацией Румынии. После победы над нацистами они вновь включены в состав Украинской ССР.
В 1947 году название деревни «Bad Burnas» официально заменено на «Лебедёвка». В 1954 году Измаильская область была упразднена, населенные пункты были включены в состав Одесской области. В это время строились многие из ныне действующих баз отдыха. Вокруг территории курорта есть небольшой массив сосновых и лиственных лесов.
В 1945 г. Указом ПВС УССР село Курорт-Бурнас переименован в Лебедевку.